# آدان گیرما
آدان گیرما (انگلیسی: Adane Girma؛ زادهٔ ۲۵ ژوئن ۱۹۸۵) بازیکن سابق فوتبال اهل اتیوپی است که در پست مهاجم بازی می‌کرد. او از سال ۲۰۰۴ تا ۲۰۱۴ در تیم ملی اتیوپی حضور داشت و در ۴۵ بازی ۹ گل به ثمر رساند.